# Springport (Michigan)
Springport – wieś w Stanach Zjednoczonych, w stanie Michigan, w hrabstwie Jackson.